# Esteban Benzecry
Esteban Benzecry (født 13. april 1970 i Lissabon, Portugal) er en argentinsk/fransk komponist.
Benzecry studerede komposition privat i Argentina, inden han rejste til Frankrig og studerede komposition der på Musikkonservatoriet i Paris hos Jacques Charpentier. Han har skrevet 3 symfonier, orkesterværker, kammermusik, koncertmusik, instrumentalværker, klaverstykker etc. Han er bosat og er statsborger i Frankrig.

## Udvalgte værker
- Symfoni nr. 1 "Livets kompendium" (1993) - for orkester
- Symfoni nr. 2 (1998) - for orkester
- Symfoni nr. 3 "Forspil til et nyt årtusinde" (1999) - for orkester
- Overture "Tanguera" (Hyldest til Astor Piazzolla) (1993) - for orkester